# Peliala luxo
Peliala luxo là một loài bướm đêm trong họ Erebidae.